# Onobrychis oxyptera
Onobrychis oxyptera är en ärtväxtart som beskrevs av Pierre Edmond Boissier. Onobrychis oxyptera ingår i släktet esparsetter, och familjen ärtväxter. Inga underarter finns listade i Catalogue of Life.